# راي هانكوك
راي هانكوك (بالإنجليزية: Ray Hancock)‏ (16 فبراير 1925 في المملكة المتحدة - 20 أبريل 2007 في المملكة المتحدة) هو لاعب كرة قدم بريطاني (وحمل سابقاً جنسية المملكة المتحدة لبريطانيا العظمى وأيرلندا) في مركز حراسة المرمى. لعب مع بورت فايل ونادي بوري ونورثويتش فيكتوريا.